# Négovan Rajic
Négovan Rajic est un nouvelliste et dramaturge québécois né à Belgrade en Yougoslavie, le 24 juin 1923. Il est arrivé au Canada en 1969.
En 1944, il entre dans la résistance où il combat pour son pays. Il entreprend ensuite des études en ingénierie à l'Université de Belgrade. Après avoir séjourné dans des prisons et des camps de concentration en Autriche, en Italie et en Allemagne, il arrive en France en 1947 où il travaille comme ouvrier et pigiste à la radio.
Arrivé au Québec en 1969, il devient professeur de mathématiques au Cégep de Trois-Rivières.

## Honneurs
- 1978 - Prix du Cercle du livre de France, Les Hommes-taupes
- 1980 - Prix Air Canada, Une histoire de chiens
- 1984 - Prix Slobodan Yovanovitch de l'Association des écrivains et artistes serbes en exil, Propos d'un vieux radoteur
- 1988 - Prix littéraire de Trois-Rivières, Sept roses pour une boulangère
- 2001 - Prix de littérature Gérald-Godin, Vers l'autre rive. Adieu Belgrade